# ۳۰ راک
۳۰ راک یک سریال آمریکایی ساخته شده توسط تینا فی است. تینا فی و الک بلدوین بازیگران اصلی این سریال هستند. این سریال ساخته شبکه ان‌بی‌سی است. فصل اول سریال در سال ۲۰۰۶ پخش شده است.
نام سریال از آدرس راکفلر سنتر در شهر نیویورک الهام گرفته شده است. استودیوهای شرکت ان‌بی‌سی در راکفلر سنتر واقع هستند.